# Balconing

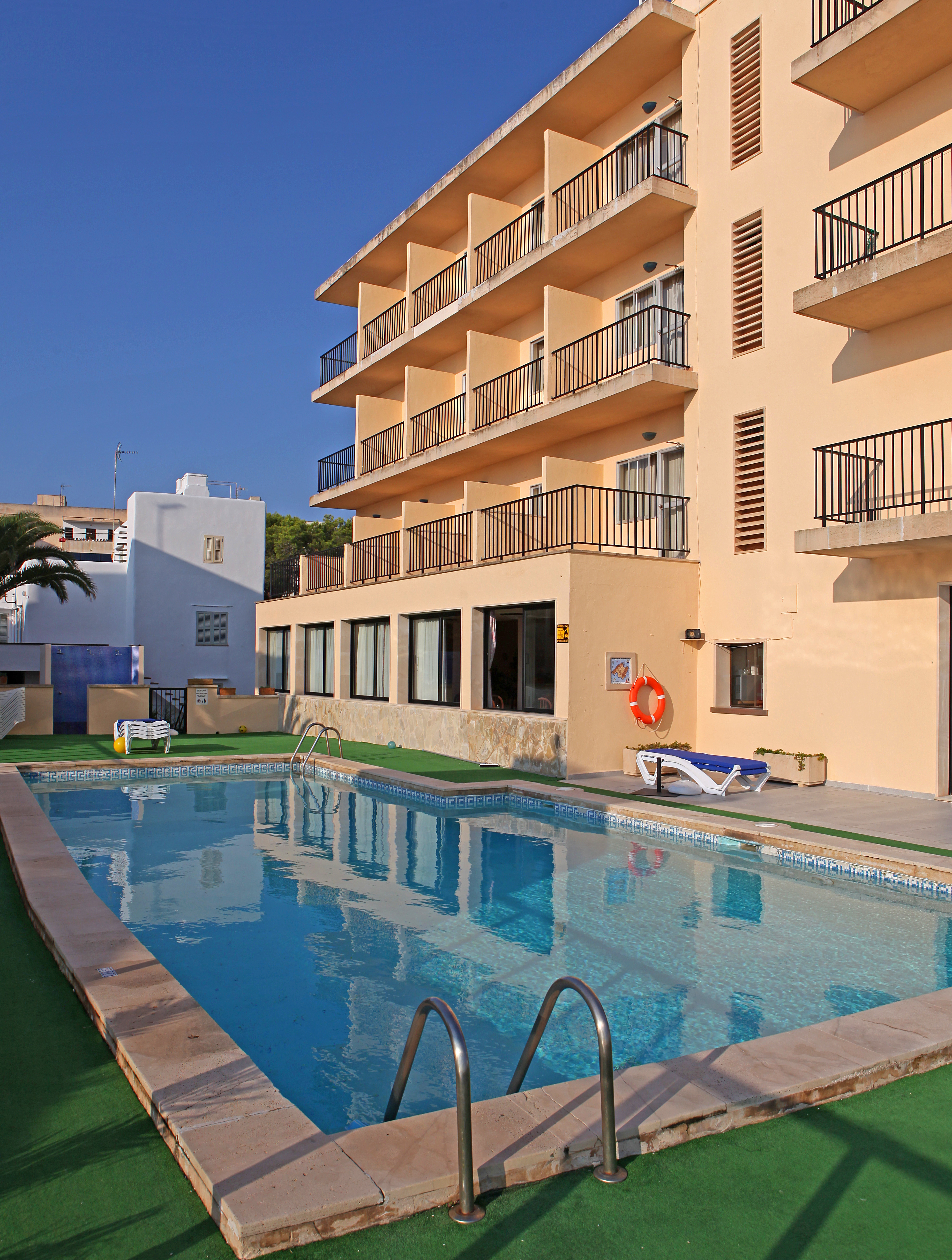
Hotel Rocamar in Mallorca

Se conoce como balconing, dicho como pseudoanglicismo, a una práctica que consiste en saltar entre los balcones de un hotel o de lugares altos hacia la piscina. Es practicado por jóvenes, principalmente turistas, en España, especialmente en las Islas Baleares. Dado que esta práctica se combina a menudo con drogas o alcohol, en ocasiones se dan accidentes con graves consecuencias debido a la caída al vacío, entre ellas la muerte instantánea. La publicitación de los saltos en videos de YouTube ha popularizado el fenómeno, que se ha extendido a fiestas universitarias de Estados Unidos.

## Consecuencias
Además de los evidentes daños personales de todo tipo, estos accidentes son motivo para que algunos hoteles incrementen la altura de las barandillas de los balcones de los 1,05 m exigidos a 1,10 o incluso 1,20 m.

## Prevención
En 2018, el Ministerio de Relaciones Exteriores y de la Mancomunidad de Naciones del Reino Unido realizó una campaña de prevención mediante diversos vídeos con la colaboración del cirujano traumatólogo Juan José Segura-Sampedro, del Hospital de Son Espases, investido miembro de honor de la Orden del Imperio Británico.

## Origen
El primer caso de balconing registrado fue el de Charly García, músico argentino que saltó desde el noveno piso del Hotel Aconcagua a la piscina, el 3 de marzo del año 2000, en Mendoza, Argentina, sobreviviendo a la experiencia.